# Giro d'Italia 2016
Il Giro d'Italia 2016, novantanovesima edizione della corsa, valido come quindicesima prova dell'UCI World Tour 2016, si svolse in ventuno tappe dal 6 al 29 maggio 2016 per un totale di 3 463,1 km, con partenza da Apeldoorn, nei Paesi Bassi, e arrivo a Torino. La vittoria fu appannaggio dell'italiano Vincenzo Nibali, che completò il percorso in 86h32'49", alla media di 40,014 km/h, precedendo il colombiano Esteban Chaves e lo spagnolo Alejandro Valverde.
Sul traguardo di Torino 156 ciclisti, su 198 partiti da Apeldoorn, portarono a termine la competizione.

## Percorso

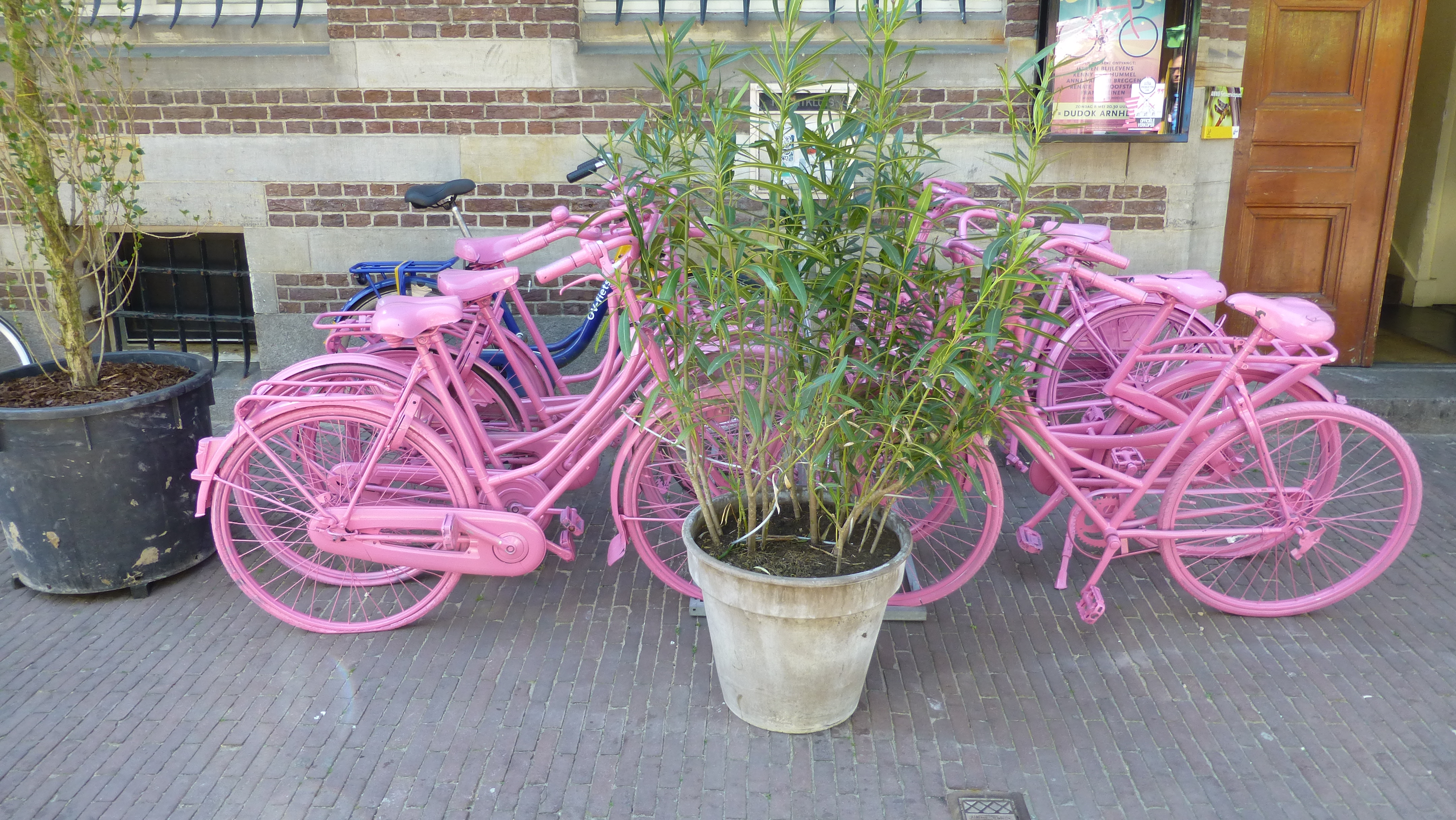
L'omaggio alla corsa rosa nel centro storico di Arnhem, sede di partenza della 2ª e di arrivo della 3ª tappa

Il percorso completo fu ufficialmente reso pubblico il 5 ottobre 2015 all'Expo di Milano. A settembre 2015 era stata annunciata anticipatamente la tappa di domenica 15 maggio denominata Chianti Classico Stage, prova a cronometro di 40,4 km.
La prima tappa, una breve cronometro individuale di 9,8 km, si corse nei Paesi Bassi ad Apeldoorn; seguirono altre due tappe in territorio olandese prima del rientro in Italia, in Calabria.
Risalendo verso nord, si affrontaorno più arrivi in salita: nella 6ª tappa a Roccaraso (Aremogna), nella 10ª a Sestola, nella 15ª la cronometro in salita all'Alpe di Siusi, nella 16ª ad Andalo, nella 19ª a Risoul e nella 20ª a Sant'Anna di Vinadio. Non mancò il classico tappone dolomitico che si concluse a Corvara, nella 14ª giornata di corsa, con 5.400 metri di dislivello e sei passi dolomitici.
La corsa terminò a Torino. Madrina dell'evento fu la showgirl Giorgia Palmas.

## Tappe
| Tappa  | Data      | Percorso                                                | km      | Vincitore di tappa  | Leader cl. generale |
| ------ | --------- | ------------------------------------------------------- | ------- | ------------------- | ------------------- |
| 1ª     | 6 maggio  | Apeldoorn (NLD) (cron. individuale)                     | 9,8     | Tom Dumoulin        | Tom Dumoulin        |
| 2ª     | 7 maggio  | Arnhem (NLD) > Nimega (NLD)                             | 190     | Marcel Kittel       | Tom Dumoulin        |
| 3ª     | 8 maggio  | Nimega (NLD) > Arnhem (NLD)                             | 190     | Marcel Kittel       | Marcel Kittel       |
|        | 9 maggio  | giorno di riposo                                        |         |                     |                     |
| 4ª     | 10 maggio | Catanzaro > Praia a Mare                                | 200     | Diego Ulissi        | Tom Dumoulin        |
| 5ª     | 11 maggio | Praia a Mare > Benevento                                | 233     | André Greipel       | Tom Dumoulin        |
| 6ª     | 12 maggio | Ponte > Roccaraso (Aremogna)                            | 157     | Tim Wellens         | Tom Dumoulin        |
| 7ª     | 13 maggio | Sulmona > Foligno                                       | 211     | André Greipel       | Tom Dumoulin        |
| 8ª     | 14 maggio | Foligno > Arezzo                                        | 186     | Gianluca Brambilla  | Gianluca Brambilla  |
| 9ª     | 15 maggio | Radda in Chianti > Greve in Chianti (cron. individuale) | 40,5    | Primož Roglič       | Gianluca Brambilla  |
|        | 16 maggio | giorno di riposo                                        |         |                     |                     |
| 10ª    | 17 maggio | Campi Bisenzio > Sestola                                | 219     | Giulio Ciccone      | Bob Jungels         |
| 11ª    | 18 maggio | Modena > Asolo                                          | 227     | Diego Ulissi        | Bob Jungels         |
| 12ª    | 19 maggio | Noale > Bibione                                         | 182     | André Greipel       | Bob Jungels         |
| 13ª    | 20 maggio | Palmanova > Cividale del Friuli                         | 170     | Mikel Nieve         | Andrey Amador       |
| 14ª    | 21 maggio | Alpago (Farra) > Corvara                                | 210     | Esteban Chaves      | Steven Kruijswijk   |
| 15ª    | 22 maggio | Castelrotto > Alpe di Siusi (cronoscalata)              | 10,8    | Aleksandr Foliforov | Steven Kruijswijk   |
|        | 23 maggio | giorno di riposo                                        |         |                     |                     |
| 16ª    | 24 maggio | Bressanone > Andalo                                     | 132     | Alejandro Valverde  | Steven Kruijswijk   |
| 17ª    | 25 maggio | Molveno > Cassano d'Adda                                | 196     | Roger Kluge         | Steven Kruijswijk   |
| 18ª    | 26 maggio | Muggiò > Pinerolo                                       | 240     | Matteo Trentin      | Steven Kruijswijk   |
| 19ª    | 27 maggio | Pinerolo > Risoul (FRA)                                 | 162     | Vincenzo Nibali     | Esteban Chaves      |
| 20ª    | 28 maggio | Guillestre (FRA) > Sant'Anna di Vinadio                 | 134     | Rein Taaramäe       | Vincenzo Nibali     |
| 21ª    | 29 maggio | Cuneo > Torino                                          | 163     | Nikias Arndt        | Vincenzo Nibali     |
| Totale | Totale    | Totale                                                  | 3 463,1 |                     |                     |

## Squadre partecipanti
Al Giro parteciparono 22 squadre composte da 9 corridori, per un totale di 198 al via. Alle 18 squadre con licenza World Tour (partecipanti di diritto) si aggiunsero 4 squadre Professional Continental invitate dall'organizzazione: Bardiani-CSF, Nippo-Vini Fantini, Wilier Triestina-Southeast (vincitrice della Coppa Italia 2015) e i russi della Gazprom-RusVelo, quest'ultima preferita a un'altra squadra italiana, l'Androni Giocattoli-Sidermec.
| N.      | Cod. | Squadra                     |
| ------- | ---- | --------------------------- |
| 1-9     | ALM  | AG2R La Mondiale            |
| 11-19   | AST  | Astana Pro Team             |
| 21-29   | BAR  | Bardiani-CSF                |
| 31-39   | BMC  | BMC Racing Team             |
| 41-49   | CPT  | Cannondale Pro Cycling Team |
| 51-59   | DDD  | Team Dimension Data         |
| 61-69   | EQS  | Etixx-Quick Step            |
| 71-79   | FDJ  | FDJ                         |
| 81-89   | GAZ  | Gazprom-RusVelo             |
| 91-99   | IAM  | IAM Cycling                 |
| 100-109 | LAM  | Lampre-Merida               |

| N.      | Cod. | Squadra                    |
| ------- | ---- | -------------------------- |
| 111-119 | LTS  | Lotto-Soudal               |
| 121-129 | MOV  | Movistar Team              |
| 131-139 | NIP  | Nippo-Vini Fantini         |
| 141-149 | OGE  | Orica-GreenEDGE            |
| 151-159 | TGA  | Team Giant-Alpecin         |
| 161-169 | KAT  | Team Katusha               |
| 171-179 | TLJ  | Team Lotto NL-Jumbo        |
| 181-189 | SKY  | Team Sky                   |
| 191-199 | TNK  | Tinkoff                    |
| 201-209 | TFS  | Trek-Segafredo             |
| 211-219 | STH  | Wilier Triestina-Southeast |

## Dettagli delle tappe

### 1ª tappa
- 6 maggio: Apeldoorn (NLD) – Cronometro individuale – 9,8 km

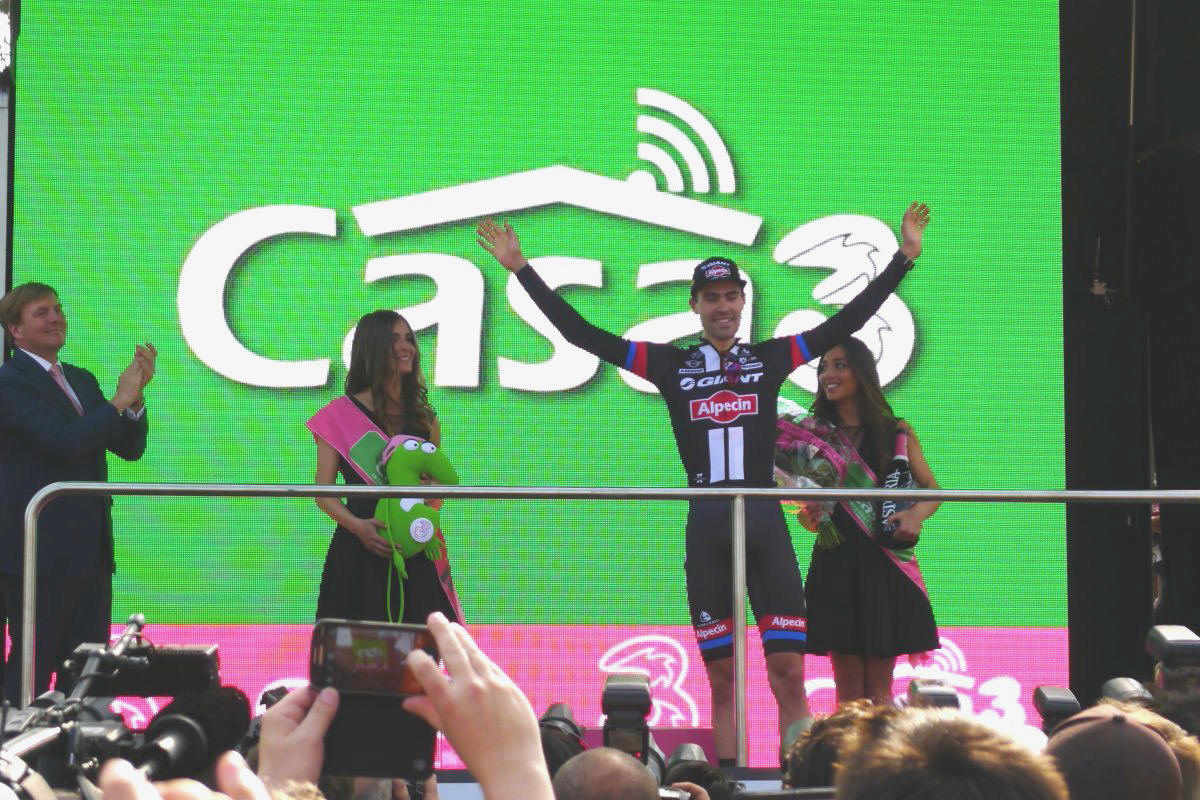
Tom Dumoulin ad Apeldoorn sul palco delle premiazioni

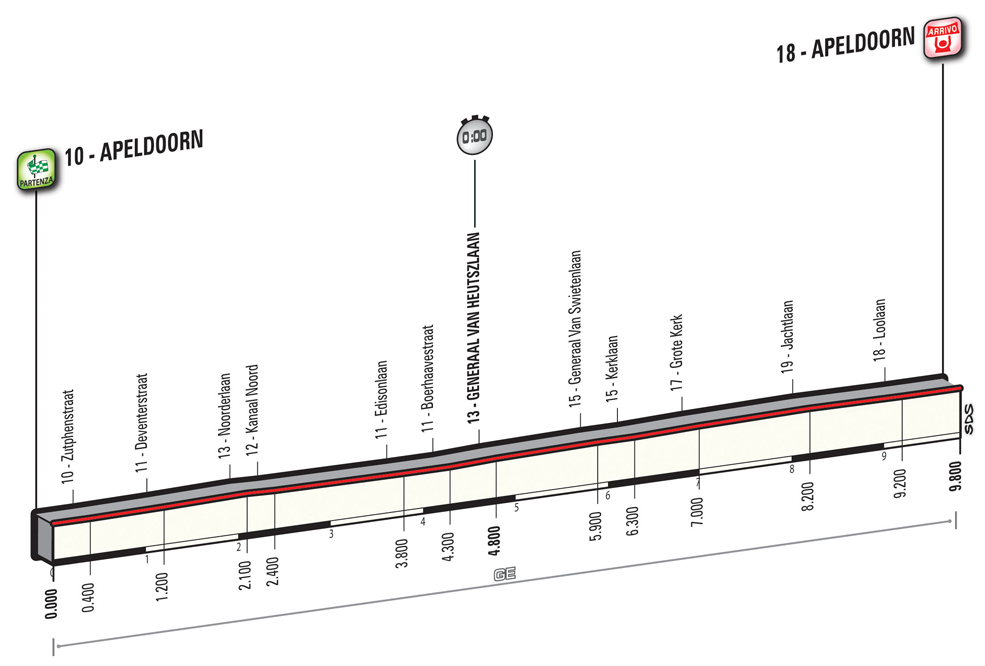

Risultati
| Pos. | Corridore     | Squadra  | Tempo  |
| ---- | ------------- | -------- | ------ |
| 1    | Tom Dumoulin  | Giant    | 11'03" |
| 2    | Primož Roglič | Lotto NL | s.t.   |
| 3    | Andrey Amador | Movistar | a 6"   |

| Pos. | Corridore     | Squadra  | Tempo  |
| ---- | ------------- | -------- | ------ |
| 1    | Tom Dumoulin  | Giant    | 11'03" |
| 2    | Primož Roglič | Lotto NL | s.t.   |
| 3    | Andrey Amador | Movistar | a 6"   |

### 2ª tappa

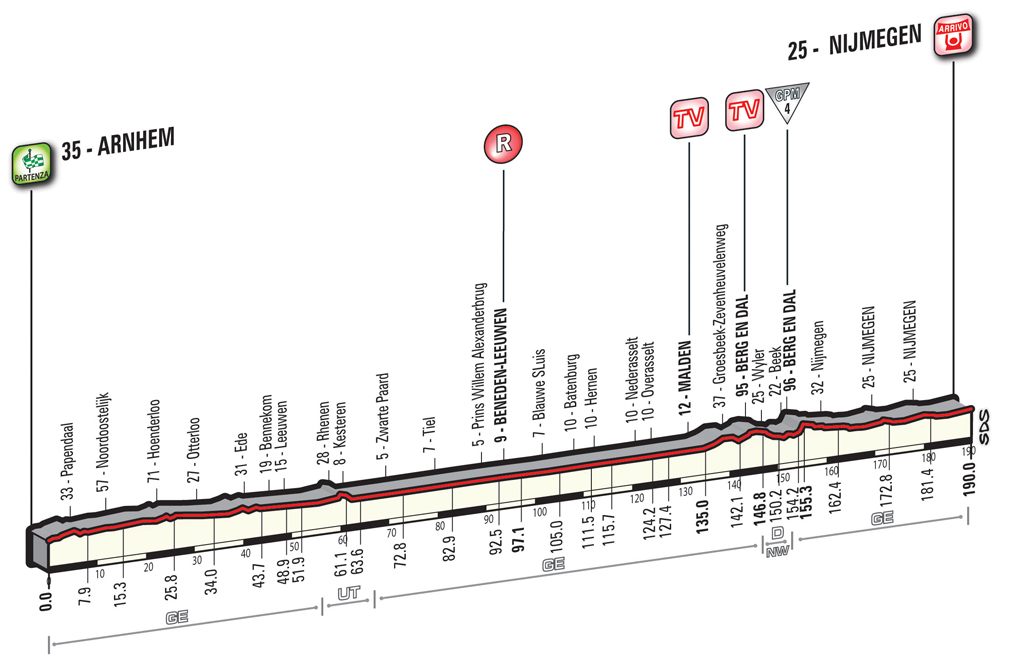

- 7 maggio: Arnhem (NLD) > Nimega (NLD) – 190 km

Risultati
| Pos. | Corridore     | Squadra | Tempo    |
| ---- | ------------- | ------- | -------- |
| 1    | Marcel Kittel | Etixx   | 4h38'31" |
| 2    | Arnaud Démare | FDJ     | s.t.     |
| 3    | Sacha Modolo  | Lampre  | s.t      |

| Pos. | Corridore     | Squadra  | Tempo    |
| ---- | ------------- | -------- | -------- |
| 1    | Tom Dumoulin  | Giant    | 4h49'34" |
| 2    | Primož Roglič | Lotto NL | s.t.     |
| 3    | Marcel Kittel | Etixx    | a 1"     |

### 3ª tappa

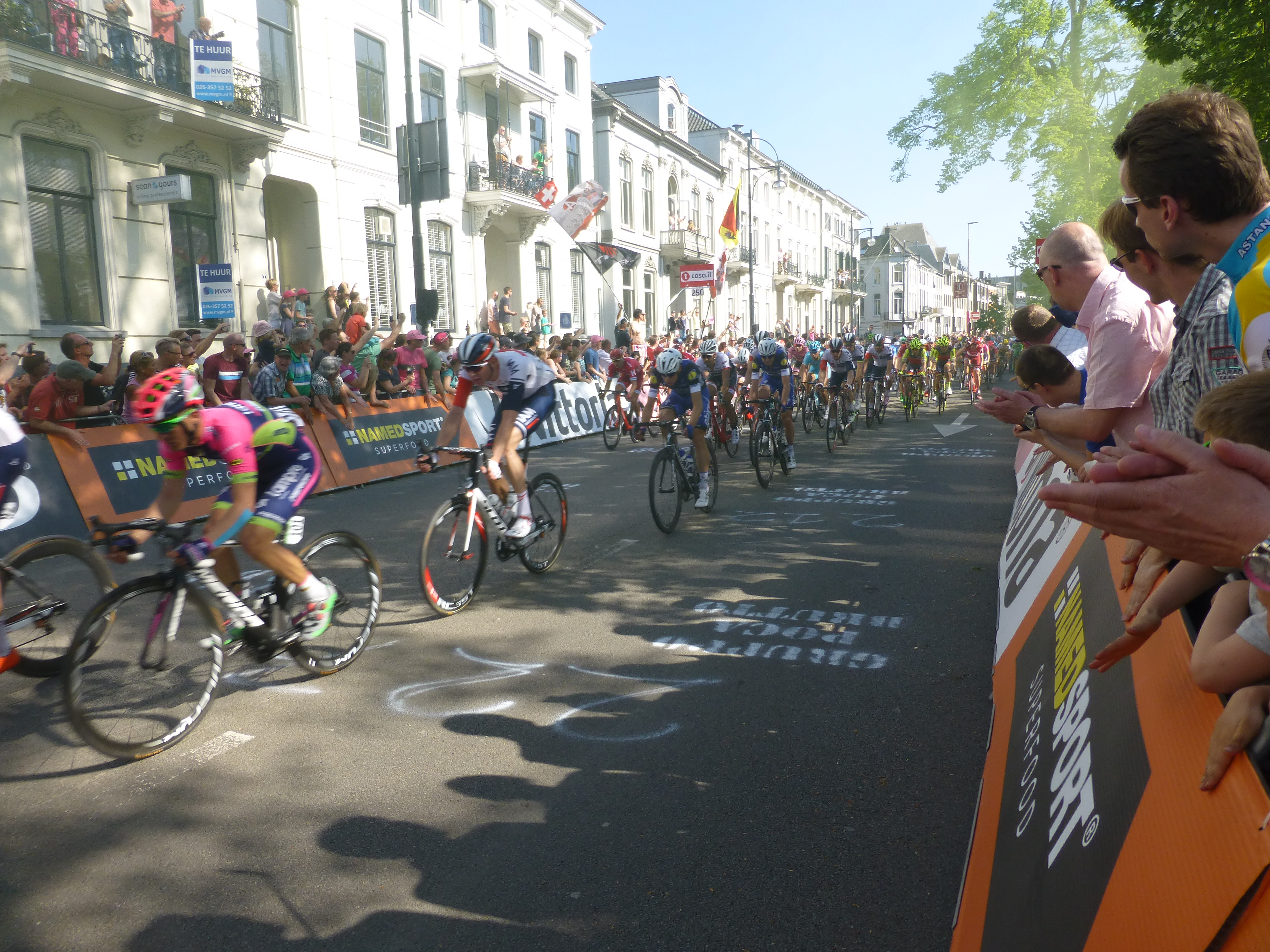
Il gruppo passa sul rettilineo d'arrivo ad Arnhem

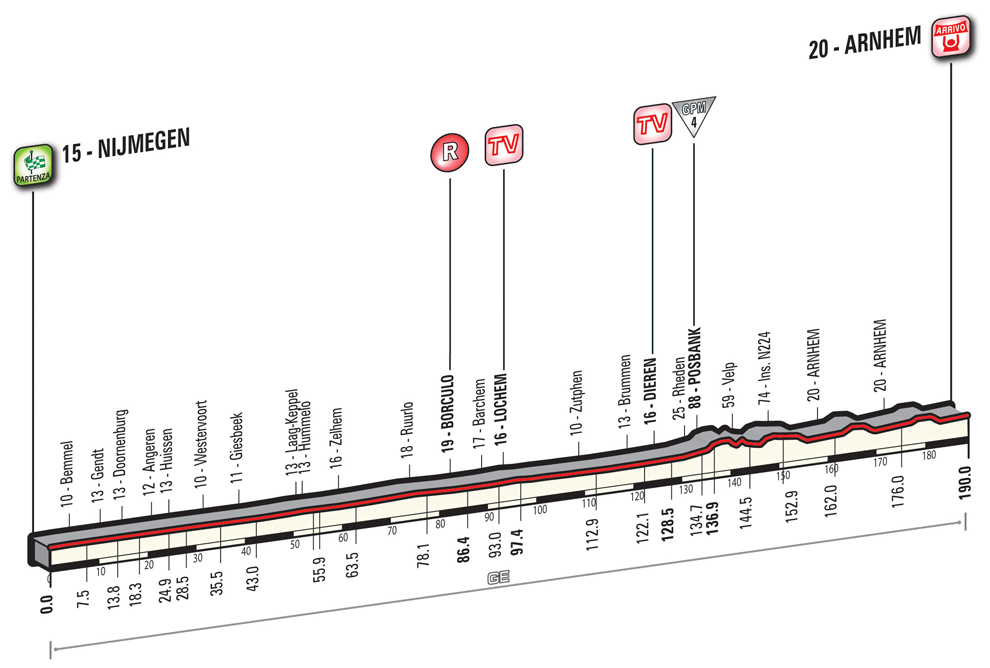

- 8 maggio: Nimega (NLD) > Arnhem (NLD) – 190 km

Risultati
| Pos. | Corridore       | Squadra  | Tempo    |
| ---- | --------------- | -------- | -------- |
| 1    | Marcel Kittel   | Etixx    | 4h23'45" |
| 2    | Elia Viviani    | Team Sky | s.t.     |
| 3    | Giacomo Nizzolo | Trek     | s.t      |

| Pos. | Corridore     | Squadra  | Tempo    |
| ---- | ------------- | -------- | -------- |
| 1    | Marcel Kittel | Etixx    | 9h13'10" |
| 2    | Tom Dumoulin  | Giant    | a 9"     |
| 3    | Andrey Amador | Movistar | a 15"    |

### 4ª tappa

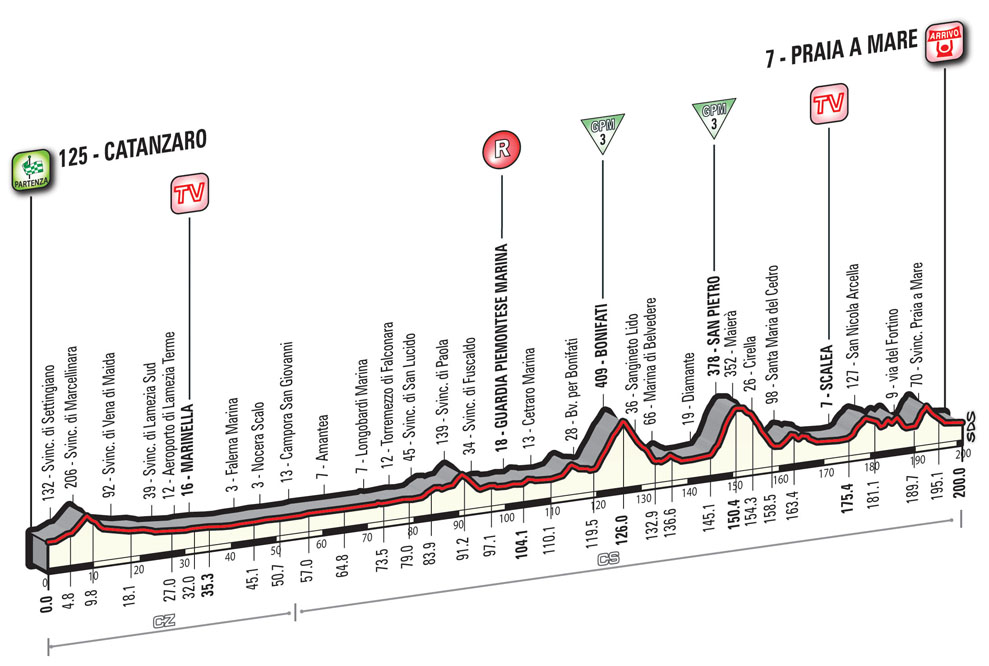

- 10 maggio: Catanzaro > Praia a Mare – 200 km

Risultati
| Pos. | Corridore         | Squadra  | Tempo    |
| ---- | ----------------- | -------- | -------- |
| 1    | Diego Ulissi      | Lampre   | 4h46'51" |
| 2    | Tom Dumoulin      | Giant    | a 5"     |
| 3    | Steven Kruijswijk | Lotto NL | s.t.     |

| Pos. | Corridore    | Squadra | Tempo     |
| ---- | ------------ | ------- | --------- |
| 1    | Tom Dumoulin | Giant   | 14h00'09" |
| 2    | Bob Jungels  | Etixx   | a 20"     |
| 3    | Diego Ulissi | Lampre  | s.t.      |

### 5ª tappa

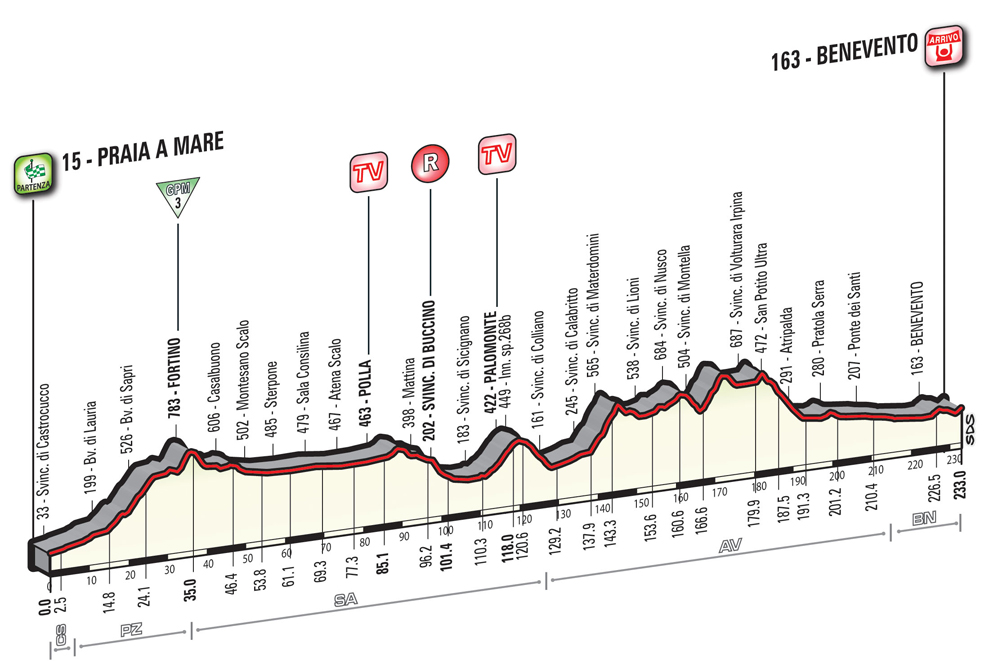

- 11 maggio: Praia a Mare > Benevento – 233 km

Risultati
| Pos. | Corridore       | Squadra      | Tempo    |
| ---- | --------------- | ------------ | -------- |
| 1    | André Greipel   | Lotto-Soudal | 5h40'35" |
| 2    | Arnaud Démare   | FDJ          | s.t.     |
| 3    | Sonny Colbrelli | Bardiani     | s.t.     |

| Pos. | Corridore    | Squadra | Tempo     |
| ---- | ------------ | ------- | --------- |
| 1    | Tom Dumoulin | Giant   | 19h40'48" |
| 2    | Bob Jungels  | Etixx   | a 16"     |
| 3    | Diego Ulissi | Lampre  | a 20"     |

### 6ª tappa
- 12 maggio: Ponte > Roccaraso (Aremogna) – 157 km

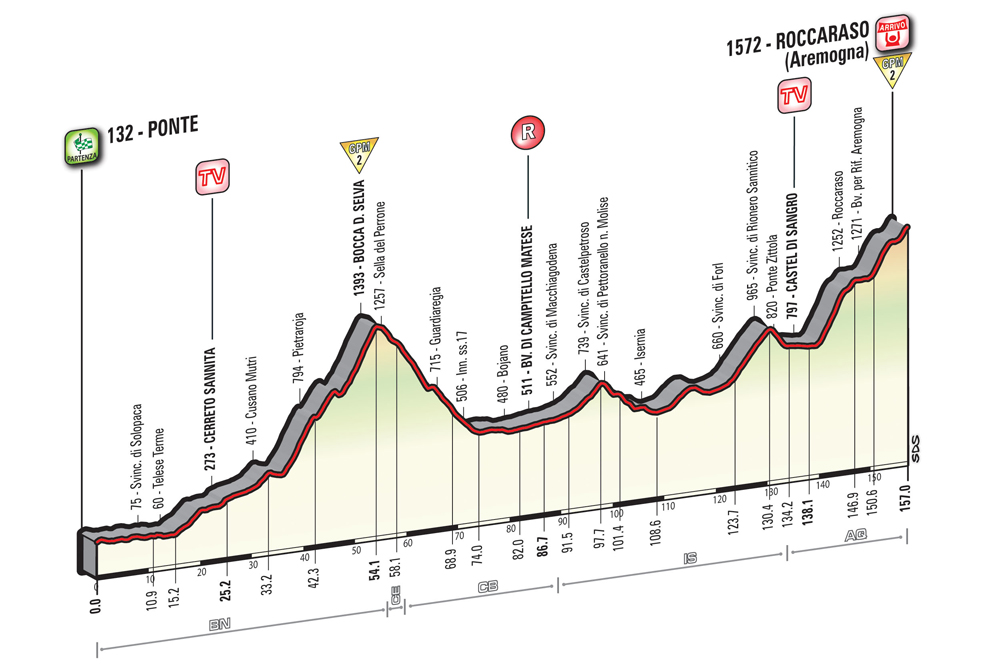

Risultati
| Pos. | Corridore      | Squadra      | Tempo    |
| ---- | -------------- | ------------ | -------- |
| 1    | Tim Wellens    | Lotto-Soudal | 4h40'05" |
| 2    | Jakob Fuglsang | Astana       | a 1'19"  |
| 3    | Il'nur Zakarin | Katusha      | s.t.     |

| Pos. | Corridore      | Squadra | Tempo     |
| ---- | -------------- | ------- | --------- |
| 1    | Tom Dumoulin   | Giant   | 24h22'15" |
| 2    | Jakob Fuglsang | Astana  | a 26"     |
| 3    | Il'nur Zakarin | Katusha | a 28"     |

### 7ª tappa

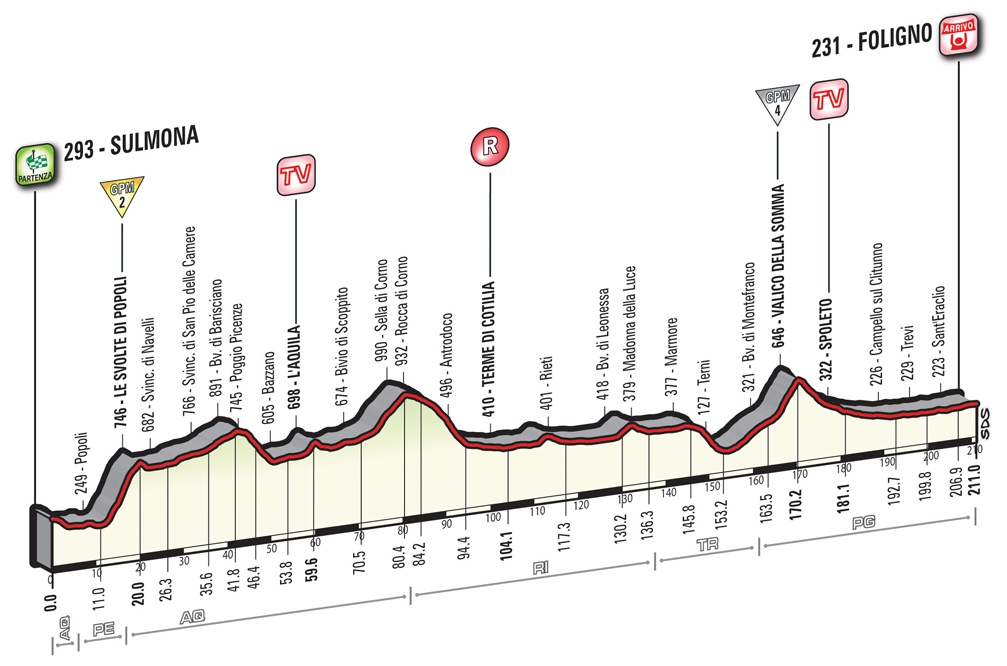

- 13 maggio: Sulmona > Foligno – 211 km

Risultati
| Pos. | Corridore       | Squadra      | Tempo    |
| ---- | --------------- | ------------ | -------- |
| 1    | André Greipel   | Lotto-Soudal | 5h01'08" |
| 2    | Giacomo Nizzolo | Trek         | s.t.     |
| 3    | Sacha Modolo    | Lampre       | s.t.     |

| Pos. | Corridore      | Squadra | Tempo     |
| ---- | -------------- | ------- | --------- |
| 1    | Tom Dumoulin   | Giant   | 29h23'23" |
| 2    | Jakob Fuglsang | Astana  | a 26"     |
| 3    | Il'nur Zakarin | Katusha | a 28"     |

### 8ª tappa

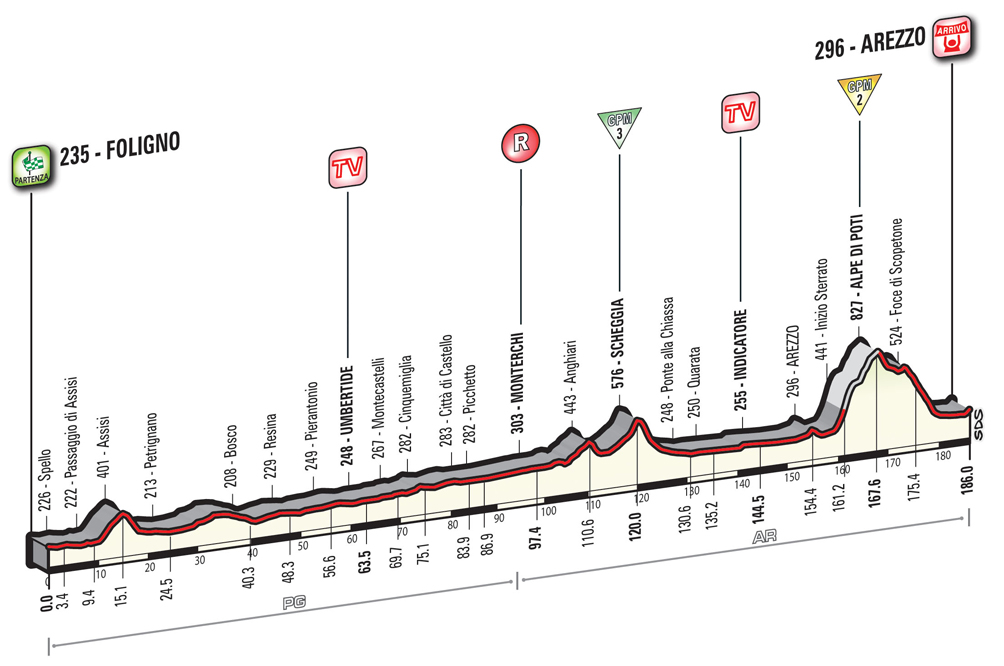

- 14 maggio: Foligno > Arezzo – 186 km

Risultati
| Pos. | Corridore          | Squadra    | Tempo    |
| ---- | ------------------ | ---------- | -------- |
| 1    | Gianluca Brambilla | Etixx      | 4h14'05" |
| 2    | Matteo Montaguti   | AG2R       | a 1'06"  |
| 3    | Moreno Moser       | Cannondale | a 1'27"  |

| Pos. | Corridore          | Squadra  | Tempo     |
| ---- | ------------------ | -------- | --------- |
| 1    | Gianluca Brambilla | Etixx    | 33h39'14" |
| 2    | Il'nur Zakarin     | Katusha  | a 23"     |
| 3    | Steven Kruijswijk  | Lotto NL | a 33"     |

### 9ª tappa
- 15 maggio: Radda in Chianti > Greve in Chianti – Cronometro individuale – 40,5 km

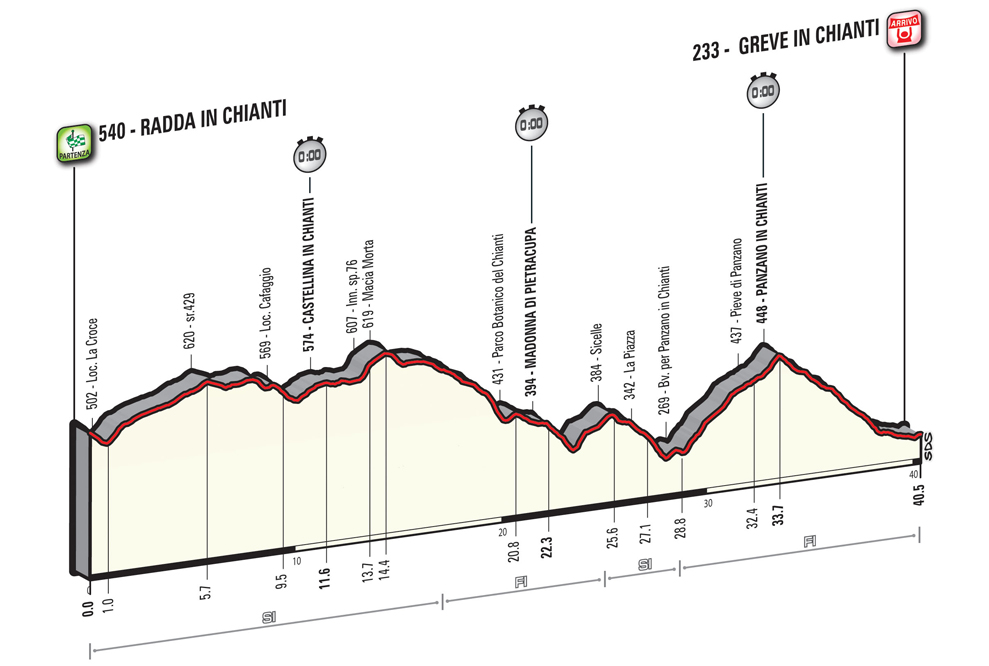

Risultati
| Pos. | Corridore        | Squadra  | Tempo  |
| ---- | ---------------- | -------- | ------ |
| 1    | Primož Roglič    | Lotto NL | 51'45" |
| 2    | Matthias Brändle | IAM      | a 10"  |
| 3    | Vegard Laengen   | IAM      | a 17"  |

| Pos. | Corridore          | Squadra  | Tempo     |
| ---- | ------------------ | -------- | --------- |
| 1    | Gianluca Brambilla | Etixx    | 34h33'04" |
| 2    | Bob Jungels        | Etixx    | a 1"      |
| 3    | Andrey Amador      | Movistar | a 32"     |

### 10ª tappa

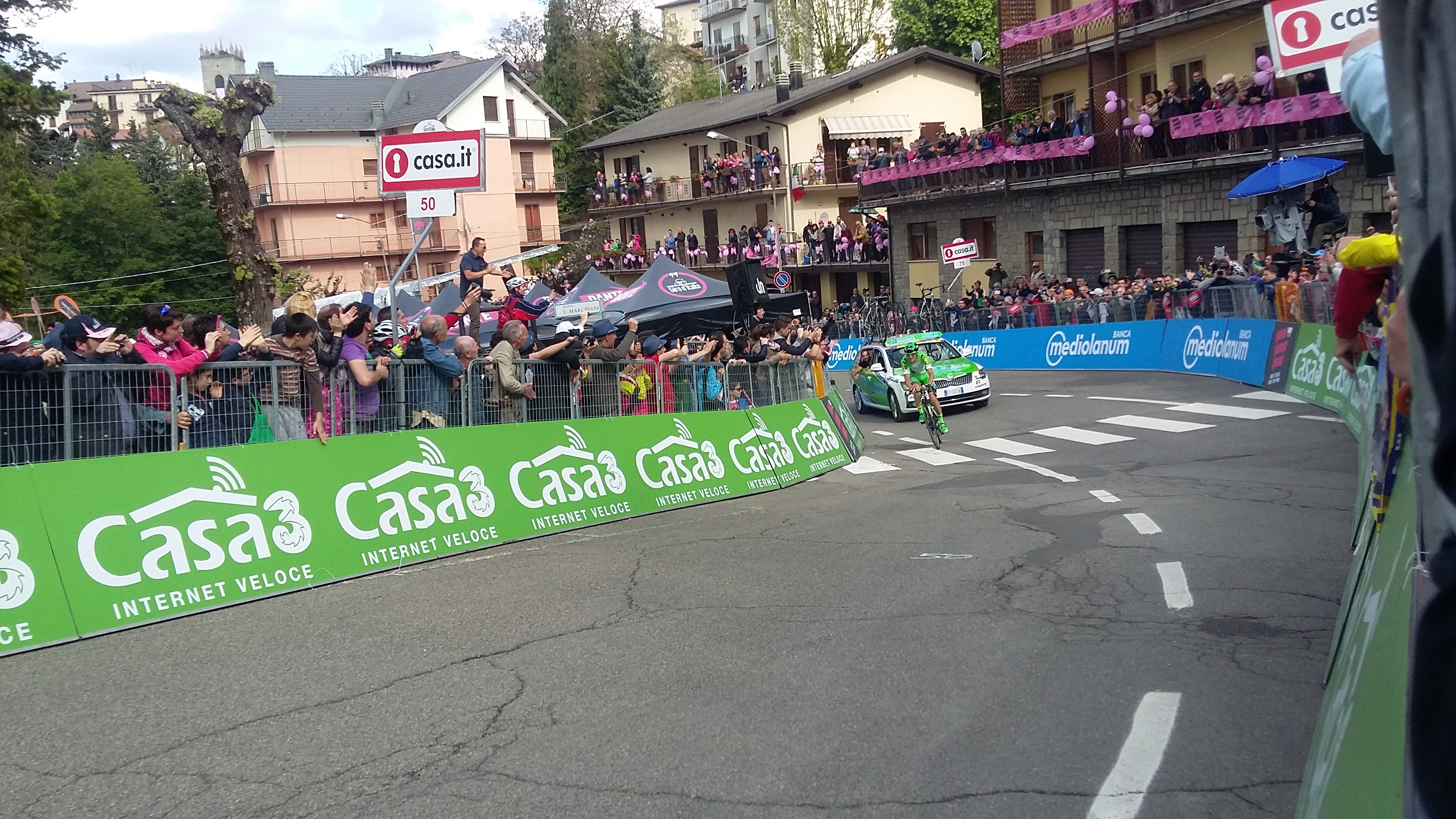
Giulio Ciccone al suo arrivo a Sestola

- 17 maggio: Campi Bisenzio > Sestola – 219 km

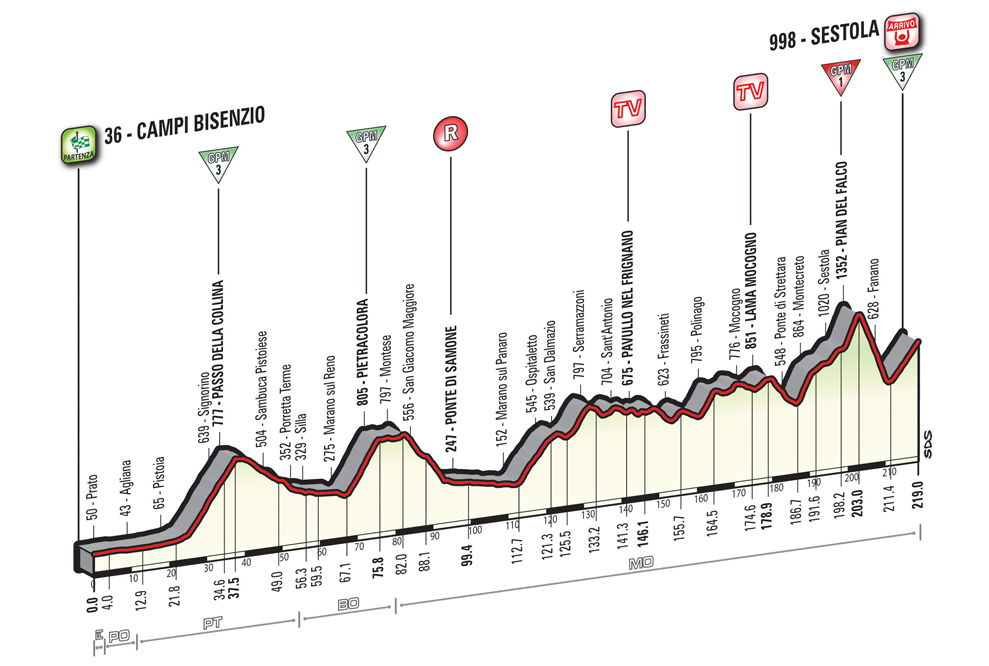

Risultati
| Pos. | Corridore      | Squadra  | Tempo    |
| ---- | -------------- | -------- | -------- |
| 1    | Giulio Ciccone | Bardiani | 5h44'32" |
| 2    | Ivan Rovnyj    | Tinkoff  | a 42"    |
| 3    | Darwin Atapuma | BMC      | a 1'20"  |

| Pos. | Corridore          | Squadra  | Tempo     |
| ---- | ------------------ | -------- | --------- |
| 1    | Bob Jungels        | Etixx    | 40h19'52" |
| 2    | Andrey Amador      | Movistar | a 26"     |
| 3    | Alejandro Valverde | Movistar | a 50"     |

### 11ª tappa

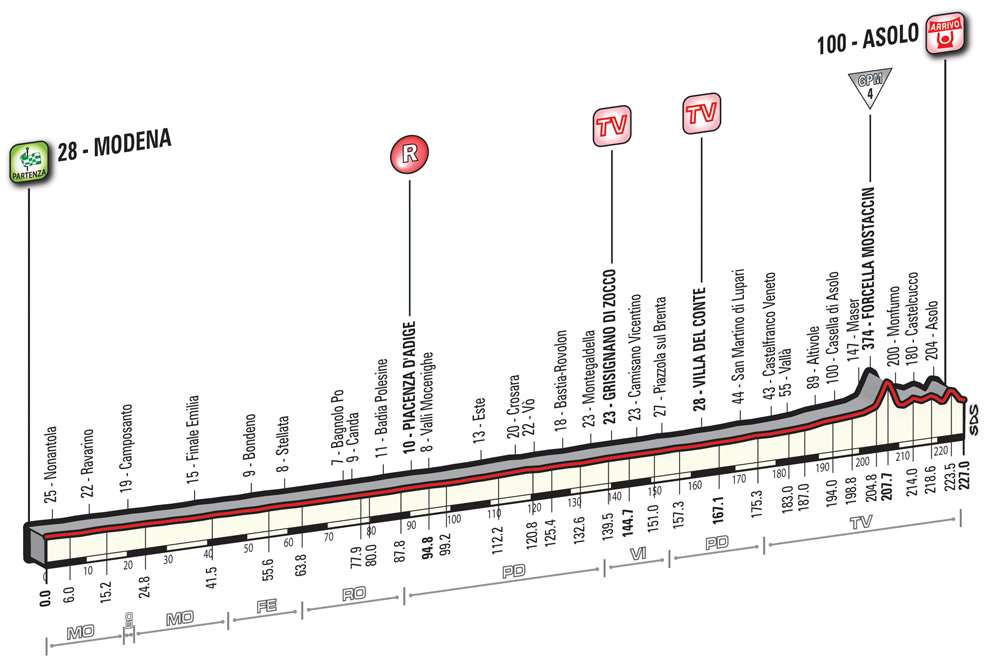

- 18 maggio: Modena > Asolo – 227 km

Risultati
| Pos. | Corridore     | Squadra  | Tempo    |
| ---- | ------------- | -------- | -------- |
| 1    | Diego Ulissi  | Lampre   | 4h56'32" |
| 2    | Andrey Amador | Movistar | s.t.     |
| 3    | Bob Jungels   | Etixx    | s.t.     |

| Pos. | Corridore          | Squadra  | Tempo     |
| ---- | ------------------ | -------- | --------- |
| 1    | Bob Jungels        | Etixx    | 45h16'20" |
| 2    | Andrey Amador      | Movistar | a 24"     |
| 3    | Alejandro Valverde | Movistar | a 1'07"   |

### 12ª tappa

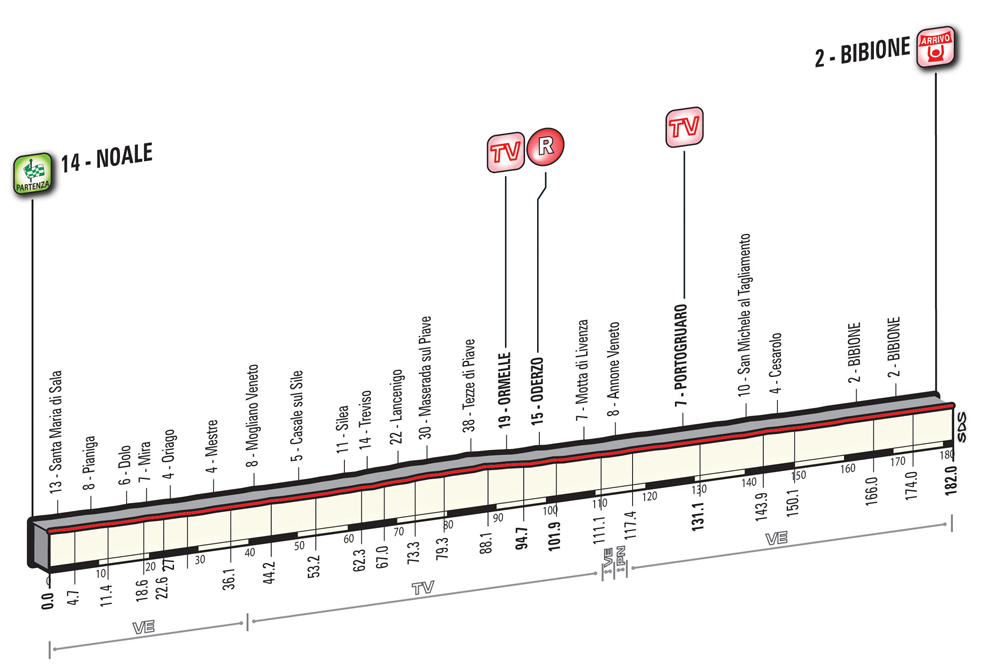

- 19 maggio: Noale > Bibione – 182 km

Risultati
| Pos. | Corridore       | Squadra      | Tempo    |
| ---- | --------------- | ------------ | -------- |
| 1    | André Greipel   | Lotto-Soudal | 4h16'00" |
| 2    | Caleb Ewan      | Orica        | s.t.     |
| 3    | Giacomo Nizzolo | Trek         | s.t.     |

| Pos. | Corridore          | Squadra  | Tempo     |
| ---- | ------------------ | -------- | --------- |
| 1    | Bob Jungels        | Etixx    | 49h32'20" |
| 2    | Andrey Amador      | Movistar | a 24"     |
| 3    | Alejandro Valverde | Movistar | a 1'07"   |

### 13ª tappa
- 20 maggio: Palmanova > Cividale del Friuli – 170 km

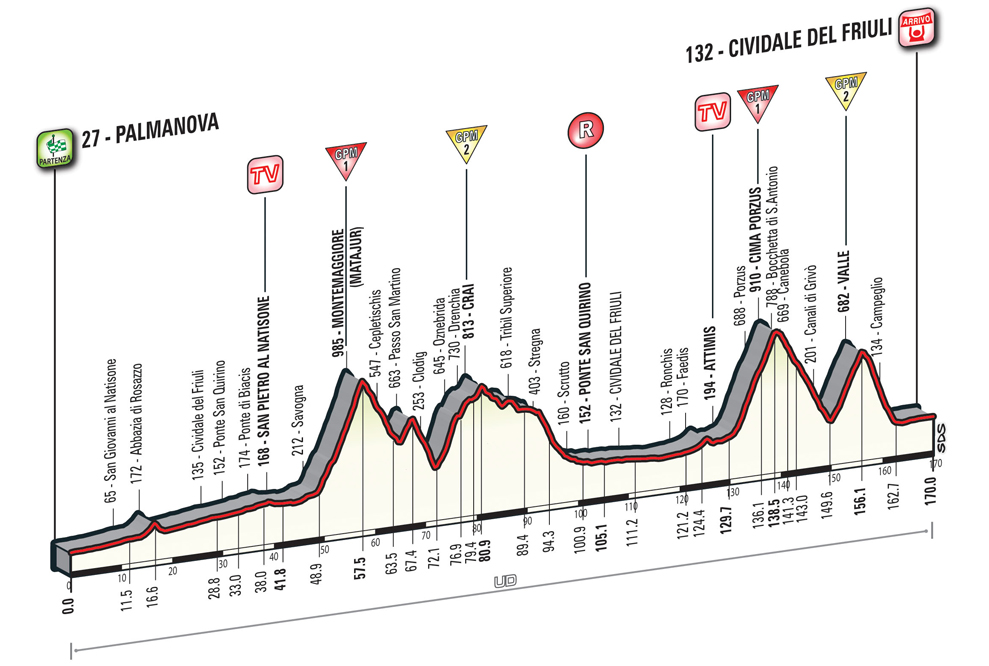

Risultati
| Pos. | Corridore         | Squadra  | Tempo    |
| ---- | ----------------- | -------- | -------- |
| 1    | Mikel Nieve       | Sky      | 4h31'49" |
| 2    | Giovanni Visconti | Movistar | a 43"    |
| 3    | Vincenzo Nibali   | Astana   | a 1'17"  |

| Pos. | Corridore       | Squadra  | Tempo     |
| ---- | --------------- | -------- | --------- |
| 1    | Andrey Amador   | Movistar | 54h05'50" |
| 2    | Bob Jungels     | Etixx    | a 26"     |
| 3    | Vincenzo Nibali | Astana   | a 41"     |

### 14ª tappa
- 21 maggio: Alpago (Farra) > Corvara – 210 km

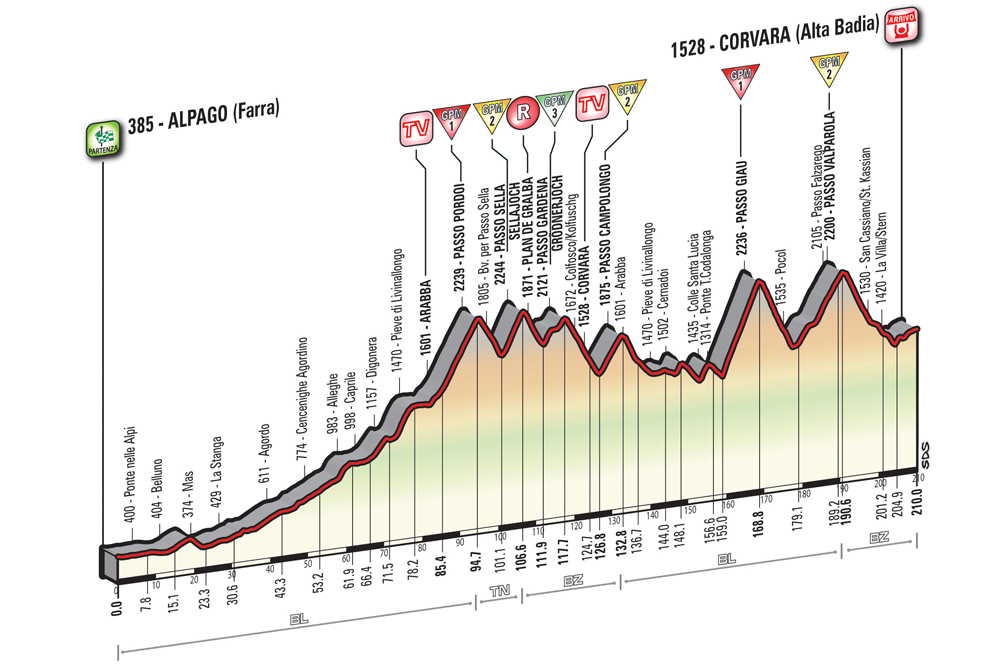

Risultati
| Pos. | Corridore         | Squadra  | Tempo    |
| ---- | ----------------- | -------- | -------- |
| 1    | Esteban Chaves    | Orica    | 6h06'16" |
| 2    | Steven Kruijswijk | Lotto NL | s.t.     |
| 3    | Georg Preidler    | Giant    | s.t.     |

| Pos. | Corridore         | Squadra  | Tempo     |
| ---- | ----------------- | -------- | --------- |
| 1    | Steven Kruijswijk | Lotto NL | 60h12'43" |
| 2    | Vincenzo Nibali   | Astana   | a 41"     |
| 3    | Esteban Chaves    | Orica    | a 1'32"   |

### 15ª tappa
- 22 maggio: Castelrotto > Alpe di Siusi – Cronoscalata – 10,8 km

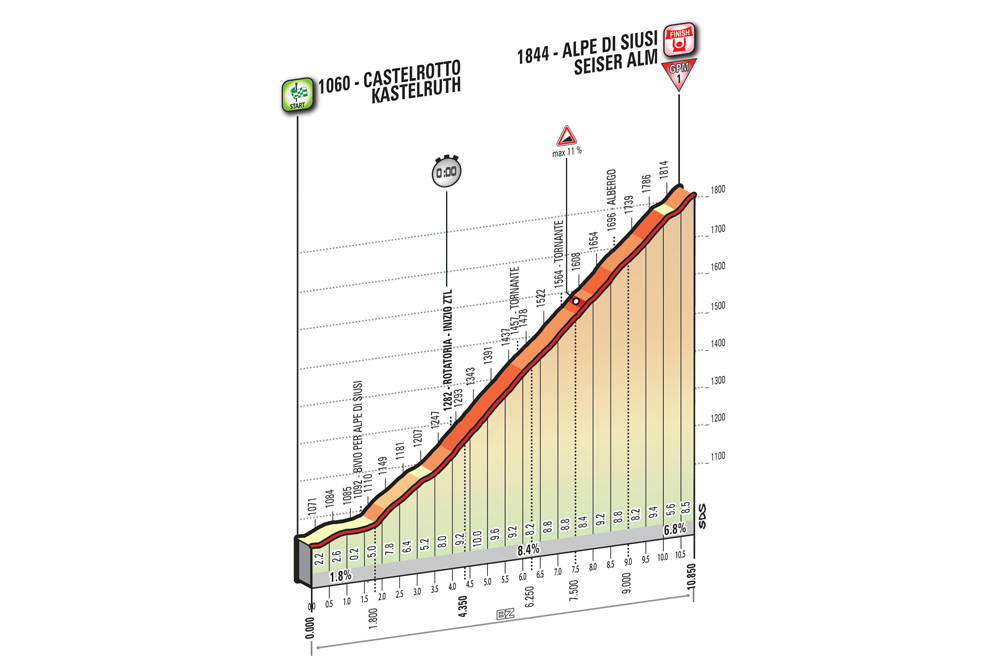

Risultati
| Pos. | Corridore           | Squadra  | Tempo  |
| ---- | ------------------- | -------- | ------ |
| 1    | Aleksandr Foliforov | Gazprom  | 28'39" |
| 2    | Steven Kruijswijk   | Lotto NL | s.t.   |
| 3    | Alejandro Valverde  | Movistar | a 23"  |

| Pos. | Corridore         | Squadra  | Tempo     |
| ---- | ----------------- | -------- | --------- |
| 1    | Steven Kruijswijk | Lotto NL | 60h41'22" |
| 2    | Esteban Chaves    | Orica    | a 2'12"   |
| 3    | Vincenzo Nibali   | Astana   | a 2'51"   |

### 16ª tappa

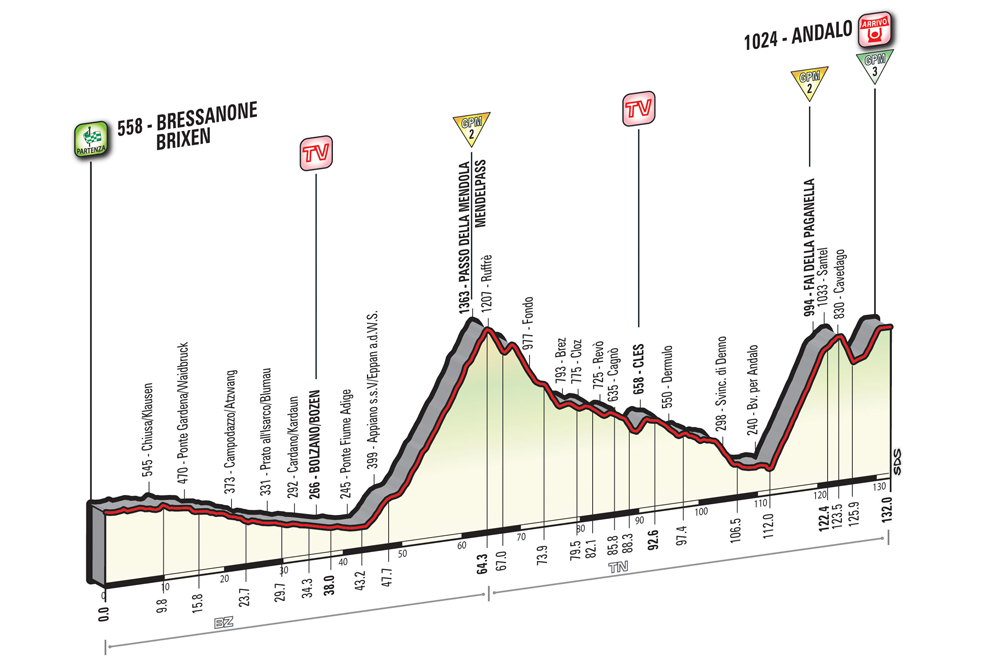

- 24 maggio: Bressanone > Andalo – 132 km

Risultati
| Pos. | Corridore          | Squadra  | Tempo    |
| ---- | ------------------ | -------- | -------- |
| 1    | Alejandro Valverde | Movistar | 2h58'54" |
| 2    | Steven Kruijswijk  | Lotto NL | s.t.     |
| 3    | Il'nur Zakarin     | Katusha  | a 8"     |

| Pos. | Corridore          | Squadra  | Tempo     |
| ---- | ------------------ | -------- | --------- |
| 1    | Steven Kruijswijk  | Lotto NL | 63h40'10" |
| 2    | Esteban Chaves     | Orica    | a 3'00"   |
| 3    | Alejandro Valverde | Movistar | a 3'23"   |

### 17ª tappa

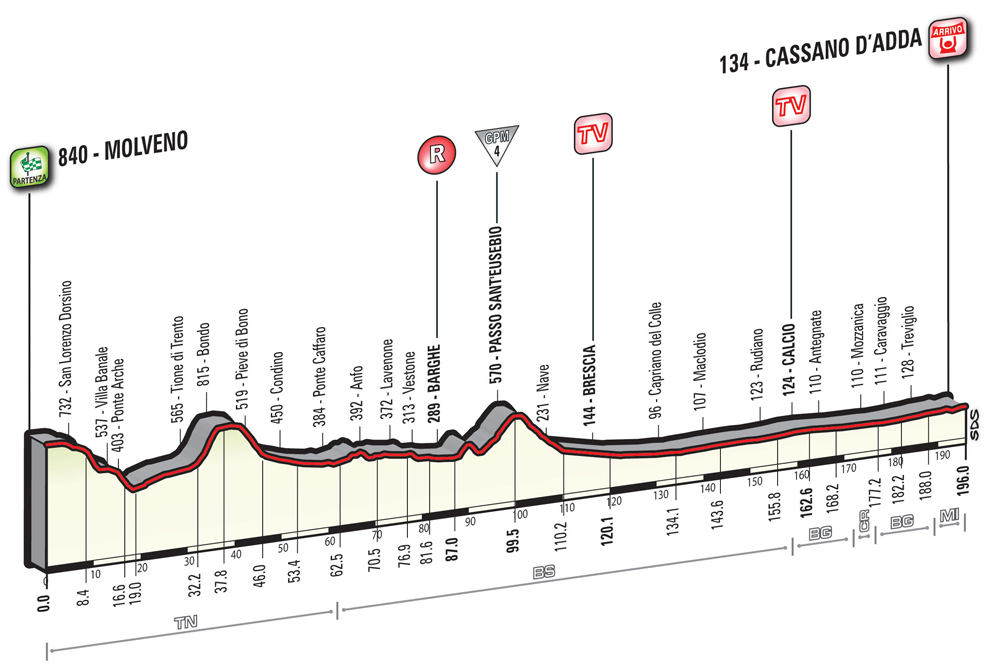

- 25 maggio: Molveno > Cassano d'Adda – 196 km

Risultati
| Pos. | Corridore       | Squadra | Tempo    |
| ---- | --------------- | ------- | -------- |
| 1    | Roger Kluge     | IAM     | 4h31'29" |
| 2    | Giacomo Nizzolo | Trek    | s.t.     |
| 3    | Nikias Arndt    | Giant   | s.t.     |

| Pos. | Corridore          | Squadra  | Tempo     |
| ---- | ------------------ | -------- | --------- |
| 1    | Steven Kruijswijk  | Lotto NL | 68h11'39" |
| 2    | Esteban Chaves     | Orica    | a 3'00"   |
| 3    | Alejandro Valverde | Movistar | a 3'23"   |

### 18ª tappa

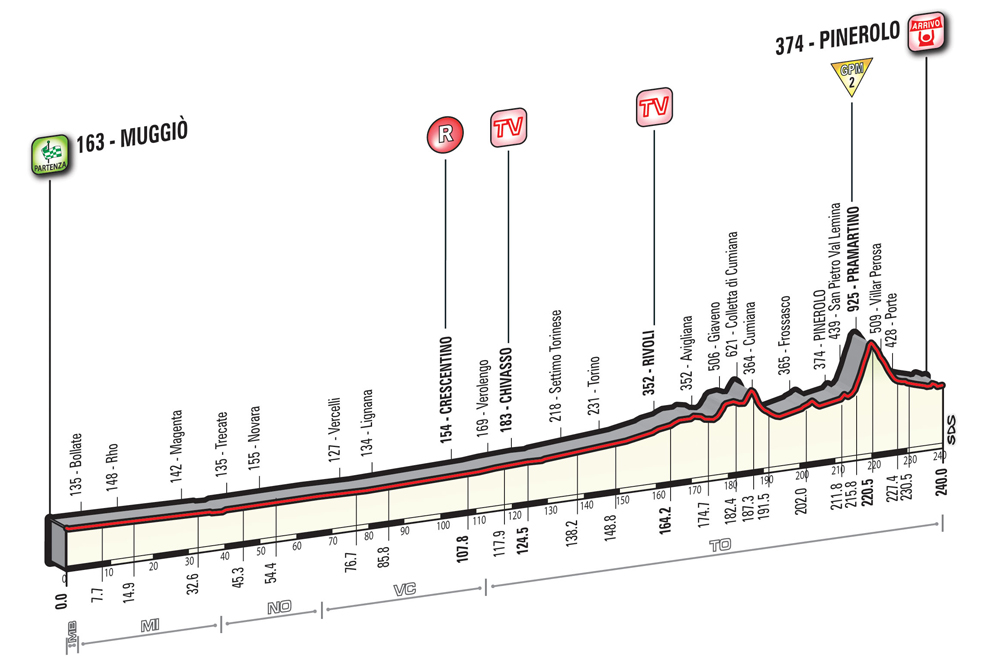

- 26 maggio: Muggiò > Pinerolo – 244 km

Risultati
| Pos. | Corridore          | Squadra    | Tempo    |
| ---- | ------------------ | ---------- | -------- |
| 1    | Matteo Trentin     | Etixx      | 5h25'34" |
| 2    | Moreno Moser       | Cannondale | s.t.     |
| 3    | Gianluca Brambilla | Etixx      | s.t.     |

| Pos. | Corridore          | Squadra  | Tempo     |
| ---- | ------------------ | -------- | --------- |
| 1    | Steven Kruijswijk  | Lotto NL | 73h50'37" |
| 2    | Esteban Chaves     | Orica    | a 3'00"   |
| 3    | Alejandro Valverde | Movistar | a 3'23"   |

### 19ª tappa

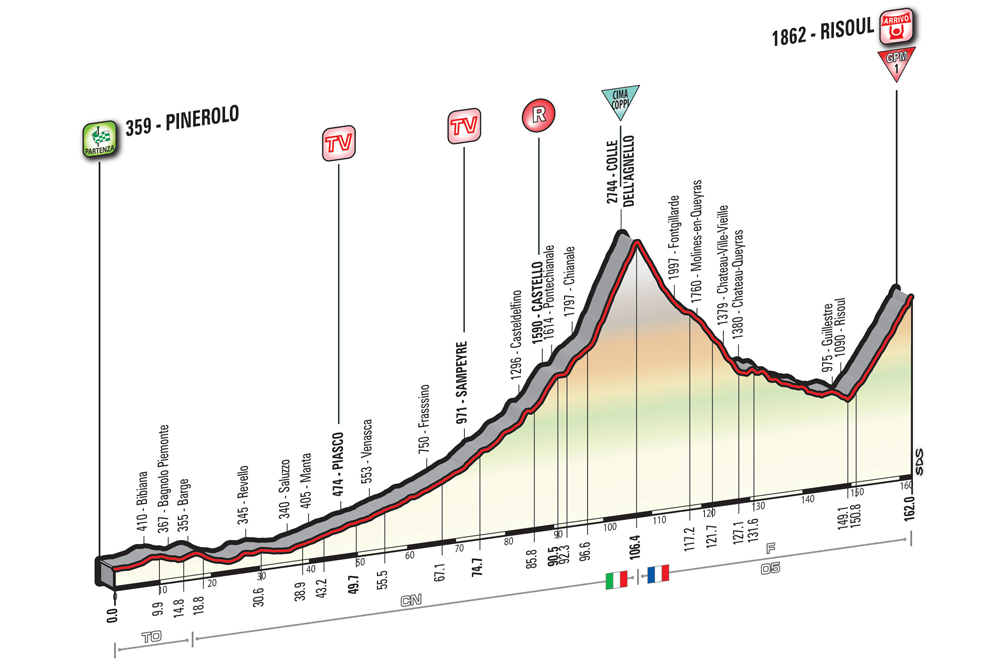

- 27 maggio: Pinerolo > Risoul (FRA) – 162 km

Risultati
| Pos. | Corridore       | Squadra | Tempo    |
| ---- | --------------- | ------- | -------- |
| 1    | Vincenzo Nibali | Astana  | 4h19'54" |
| 2    | Mikel Nieve     | Sky     | a 51"    |
| 3    | Esteban Chaves  | Orica   | a 53"    |

| Pos. | Corridore         | Squadra  | Tempo     |
| ---- | ----------------- | -------- | --------- |
| 1    | Esteban Chaves    | Orica    | 78h14'20" |
| 2    | Vincenzo Nibali   | Astana   | a 44"     |
| 3    | Steven Kruijswijk | Lotto NL | a 1'05"   |

### 20ª tappa
- 28 maggio: Guillestre (FRA) > Sant'Anna di Vinadio – 134 km

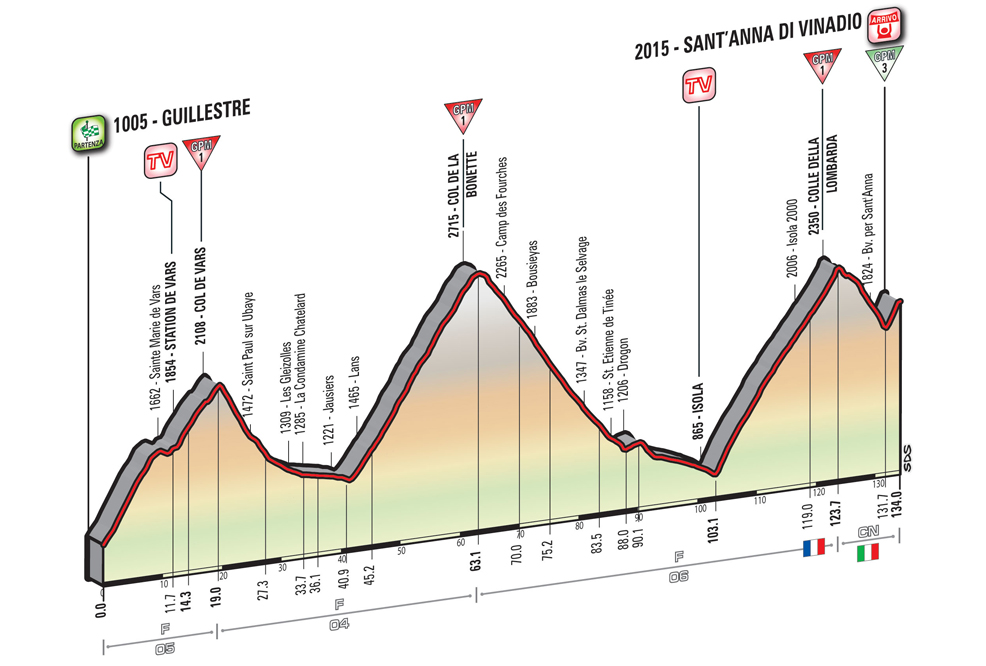

Risultati
| Pos. | Corridore         | Squadra    | Tempo    |
| ---- | ----------------- | ---------- | -------- |
| 1    | Rein Taaramäe     | Katusha    | 4h22'43" |
| 2    | Darwin Atapuma    | BMC        | a 52"    |
| 3    | Joseph Dombrowski | Cannondale | a 1'17"  |

| Pos. | Corridore          | Squadra  | Tempo     |
| ---- | ------------------ | -------- | --------- |
| 1    | Vincenzo Nibali    | Astana   | 82h44'31" |
| 2    | Esteban Chaves     | Orica    | a 52"     |
| 3    | Alejandro Valverde | Movistar | a 1'17"   |

### 21ª tappa

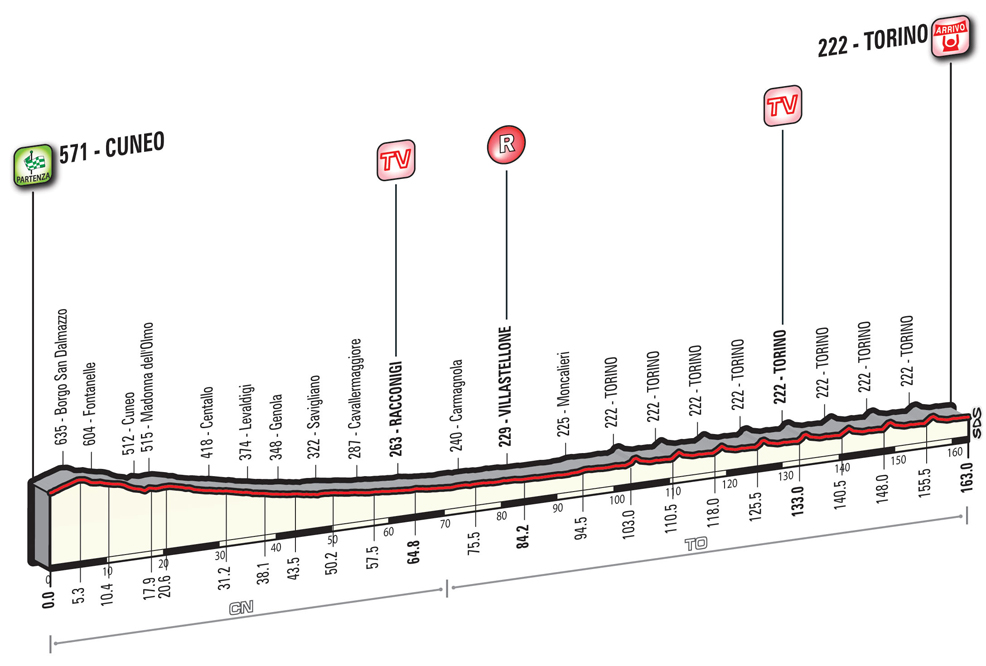

- 29 maggio: Cuneo > Torino – 163 km

Risultati
| Pos. | Corridore      | Squadra | Tempo    |
| ---- | -------------- | ------- | -------- |
| 1    | Nikias Arndt   | Giant   | 3h48'18" |
| 2    | Matteo Trentin | Etixx   | s.t.     |
| 3    | Sacha Modolo   | Lampre  | s.t.     |

| Pos. | Corridore          | Squadra  | Tempo     |
| ---- | ------------------ | -------- | --------- |
| 1    | Vincenzo Nibali    | Astana   | 86h32'49" |
| 2    | Esteban Chaves     | Orica    | a 52"     |
| 3    | Alejandro Valverde | Movistar | a 1'17"   |

## Evoluzione delle classifiche
| Tappa              | Vincitore           | Classifica generale Maglia rosa | Classifica a punti Maglia rossa | Classifica scalatori Maglia azzurra | Classifica giovani Maglia bianca | Classifica a squadre | Classifica Super Team |
| ------------------ | ------------------- | ------------------------------- | ------------------------------- | ----------------------------------- | -------------------------------- | -------------------- | --------------------- |
| 1ª                 | Tom Dumoulin        | Tom Dumoulin                    | Tom Dumoulin                    | non assegnata                       | Tobias Ludvigsson                | Team Giant-Alpecin   | Team Giant-Alpecin    |
| 2ª                 | Marcel Kittel       | Tom Dumoulin                    | Marcel Kittel                   | Omar Fraile                         | Tobias Ludvigsson                | Team Giant-Alpecin   | Team Giant-Alpecin    |
| 3ª                 | Marcel Kittel       | Marcel Kittel                   | Marcel Kittel                   | Maarten Tjallingii                  | Tobias Ludvigsson                | Team Giant-Alpecin   | Etixx-Quick Step      |
| 4ª                 | Diego Ulissi        | Tom Dumoulin                    | Marcel Kittel                   | Damiano Cunego                      | Bob Jungels                      | Astana Pro Team      | Etixx-Quick Step      |
| 5ª                 | André Greipel       | Tom Dumoulin                    | Marcel Kittel                   | Damiano Cunego                      | Bob Jungels                      | Astana Pro Team      | Etixx-Quick Step      |
| 6ª                 | Tim Wellens         | Tom Dumoulin                    | Marcel Kittel                   | Damiano Cunego                      | Bob Jungels                      | Astana Pro Team      | Etixx-Quick Step      |
| 7ª                 | André Greipel       | Tom Dumoulin                    | André Greipel                   | Tim Wellens                         | Bob Jungels                      | Astana Pro Team      | Lotto-Soudal          |
| 8ª                 | Gianluca Brambilla  | Gianluca Brambilla              | André Greipel                   | Tim Wellens                         | Bob Jungels                      | Etixx-Quick Step     | Etixx-Quick Step      |
| 9ª                 | Primož Roglič       | Gianluca Brambilla              | André Greipel                   | Tim Wellens                         | Bob Jungels                      | Etixx-Quick Step     | Etixx-Quick Step      |
| 10ª                | Giulio Ciccone      | Bob Jungels                     | André Greipel                   | Damiano Cunego                      | Bob Jungels                      | Movistar Team        | Etixx-Quick Step      |
| 11ª                | Diego Ulissi        | Bob Jungels                     | André Greipel                   | Damiano Cunego                      | Bob Jungels                      | Movistar Team        | Etixx-Quick Step      |
| 12ª                | André Greipel       | Bob Jungels                     | André Greipel                   | Damiano Cunego                      | Bob Jungels                      | Movistar Team        | Etixx-Quick Step      |
| 13ª                | Mikel Nieve         | Andrey Amador                   | Giacomo Nizzolo                 | Damiano Cunego                      | Bob Jungels                      | Movistar Team        | Etixx-Quick Step      |
| 14ª                | Esteban Chaves      | Steven Kruijswijk               | Giacomo Nizzolo                 | Damiano Cunego                      | Bob Jungels                      | Astana Pro Team      | Etixx-Quick Step      |
| 15ª                | Aleksandr Foliforov | Steven Kruijswijk               | Giacomo Nizzolo                 | Damiano Cunego                      | Bob Jungels                      | Astana Pro Team      | Team Lotto NL-Jumbo   |
| 16ª                | Alejandro Valverde  | Steven Kruijswijk               | Giacomo Nizzolo                 | Damiano Cunego                      | Bob Jungels                      | Astana Pro Team      | Team Lotto NL-Jumbo   |
| 17ª                | Roger Kluge         | Steven Kruijswijk               | Giacomo Nizzolo                 | Damiano Cunego                      | Bob Jungels                      | Astana Pro Team      | Team Lotto NL-Jumbo   |
| 18ª                | Matteo Trentin      | Steven Kruijswijk               | Giacomo Nizzolo                 | Damiano Cunego                      | Bob Jungels                      | Astana Pro Team      | Etixx-Quick Step      |
| 19ª                | Vincenzo Nibali     | Esteban Chaves                  | Giacomo Nizzolo                 | Damiano Cunego                      | Bob Jungels                      | Astana Pro Team      | Etixx-Quick Step      |
| 20ª                | Rein Taaramäe       | Vincenzo Nibali                 | Giacomo Nizzolo                 | Mikel Nieve                         | Bob Jungels                      | Astana Pro Team      | Etixx-Quick Step      |
| 21ª                | Nikias Arndt        | Vincenzo Nibali                 | Giacomo Nizzolo                 | Mikel Nieve                         | Bob Jungels                      | Astana Pro Team      | Etixx-Quick Step      |
| Classifiche finali | Classifiche finali  | Vincenzo Nibali                 | Giacomo Nizzolo                 | Mikel Nieve                         | Bob Jungels                      | Astana Pro Team      | Etixx-Quick Step      |

Maglie indossate da altri ciclisti in caso di due o più maglie vinte
- Nella 2ª tappa Primož Roglič ha indossato la maglia rossa al posto di Tom Dumoulin.
- Nella 4ª tappa Elia Viviani ha indossato la maglia rossa al posto di Marcel Kittel.
- Dalla 11ª alla 13ª tappa Davide Formolo ha indossato la maglia bianca al posto di Bob Jungels.

### Altre classifiche
| Tappa              | Traguardi Volanti  | Premio Fuga        | Combattività       | Fair Play           |
| ------------------ | ------------------ | ------------------ | ------------------ | ------------------- |
| 1ª                 | non assegnata      | non assegnata      | Tom Dumoulin       | Team Giant-Alpecin  |
| 2ª                 | Maarten Tjallingii | Giacomo Berlato    | Maarten Tjallingii | Team Giant-Alpecin  |
| 3ª                 | Maarten Tjallingii | Giacomo Berlato    | Maarten Tjallingii | Etixx-Quick Step    |
| 4ª                 | Maarten Tjallingii | Giacomo Berlato    | Maarten Tjallingii | Team Giant-Alpecin  |
| 5ª                 | Maarten Tjallingii | Giacomo Berlato    | Maarten Tjallingii | Team Giant-Alpecin  |
| 6ª                 | Maarten Tjallingii | Giacomo Berlato    | Maarten Tjallingii | Team Giant-Alpecin  |
| 7ª                 | Maarten Tjallingii | Giacomo Berlato    | Maarten Tjallingii | Astana Pro Team     |
| 8ª                 | Maarten Tjallingii | Giacomo Berlato    | Maarten Tjallingii | Etixx-Quick Step    |
| 9ª                 | Maarten Tjallingii | Giacomo Berlato    | Maarten Tjallingii | Movistar Team       |
| 10ª                | Maarten Tjallingii | Giacomo Berlato    | Giulio Ciccone     | Movistar Team       |
| 11ª                | Maarten Tjallingii | Giacomo Berlato    | Giulio Ciccone     | Movistar Team       |
| 12ª                | Daniel Oss         | Giacomo Berlato    | Giacomo Nizzolo    | Movistar Team       |
| 13ª                | Maarten Tjallingii | Giacomo Berlato    | Giacomo Nizzolo    | Movistar Team       |
| 14ª                | Maarten Tjallingii | Maarten Tjallingii | Giacomo Nizzolo    | Team Lotto NL-Jumbo |
| 15ª                | Maarten Tjallingii | Maarten Tjallingii | Giacomo Nizzolo    | Team Lotto NL-Jumbo |
| 16ª                | Maarten Tjallingii | Daniel Oss         | Diego Ulissi       | Team Lotto NL-Jumbo |
| 17ª                | Daniel Oss         | Daniel Oss         | Daniel Oss         | Team Lotto NL-Jumbo |
| 18ª                | Daniel Oss         | Daniel Oss         | Matteo Trentin     | Team Lotto NL-Jumbo |
| 19ª                | Daniel Oss         | Daniel Oss         | Matteo Trentin     | Astana Pro Team     |
| 20ª                | Daniel Oss         | Daniel Oss         | Matteo Trentin     | Team Lotto NL-Jumbo |
| 21ª                | Daniel Oss         | Daniel Oss         | Matteo Trentin     | Team Lotto NL-Jumbo |
| Classifiche finali | Daniel Oss         | Daniel Oss         | Matteo Trentin     | Team Lotto NL-Jumbo |

## Classifiche finali

### Classifica generale - Maglia rosa
| Pos. | Corridore          | Squadra      | Tempo     |
| ---- | ------------------ | ------------ | --------- |
| 1    | Vincenzo Nibali    | Astana       | 86h32'49" |
| 2    | Esteban Chaves     | Orica        | a 52"     |
| 3    | Alejandro Valverde | Movistar     | a 1'17"   |
| 4    | Steven Kruijswijk  | Lotto NL     | a 1'50"   |
| 5    | Rafał Majka        | Tinkoff      | a 4'37"   |
| 6    | Bob Jungels        | Etixx        | a 8'31"   |
| 7    | Rigoberto Urán     | Cannondale   | a 11'47"  |
| 8    | Andrey Amador      | Movistar     | a 13'21"  |
| 9    | Darwin Atapuma     | BMC          | a 14'09"  |
| 10   | Kanstancin Siŭcoŭ  | Dimension D. | a 16'20"  |

### Classifica a punti - Maglia rossa
| Pos. | Corridore       | Squadra | Punti |
| ---- | --------------- | ------- | ----- |
| 1    | Giacomo Nizzolo | Trek    | 209   |
| 2    | Matteo Trentin  | Etixx   | 184   |
| 3    | Sacha Modolo    | Lampre  | 163   |
| 4    | Diego Ulissi    | Lampre  | 156   |
| 5    | Daniel Oss      | BMC     | 133   |

### Classifica scalatori - Maglia azzurra
| Pos. | Corridore         | Squadra    | Punti |
| ---- | ----------------- | ---------- | ----- |
| 1    | Mikel Nieve       | Sky        | 152   |
| 2    | Damiano Cunego    | Nippo-Vini | 134   |
| 3    | Darwin Atapuma    | BMC        | 118   |
| 4    | Stefan Denifl     | IAM        | 109   |
| 5    | Giovanni Visconti | Movistar   | 77    |

### Classifica giovani - Maglia bianca
| Pos. | Corridore         | Squadra    | Tempo      |
| ---- | ----------------- | ---------- | ---------- |
| 1    | Bob Jungels       | Etixx      | 86h41'20"  |
| 2    | Sebastián Henao   | Sky        | a 29'38"   |
| 3    | Valerio Conti     | Lampre     | a 1h10'07" |
| 4    | Davide Formolo    | Cannondale | a 1h18'48" |
| 5    | Joseph Dombrowski | Cannondale | a 1h24'25" |

### Classifica a squadre - Trofeo Winning Team
| Pos. | Squadra                     | Tempo      |
| ---- | --------------------------- | ---------- |
| 1    | Astana Pro Team             | 260h42'35" |
| 2    | Cannondale Pro Cycling Team | a 6'57"    |
| 3    | Movistar Team               | a 21'00"   |
| 4    | AG2R La Mondiale            | a 53'52"   |
| 5    | Team Sky                    | a 1h04'21" |

### Classifica a squadre - Trofeo Super Team
| Pos. | Squadra             | Punti |
| ---- | ------------------- | ----- |
| 1    | Etixx-Quick Step    | 506   |
| 2    | Team Lotto NL-Jumbo | 397   |
| 3    | Lampre-Merida       | 361   |
| 4    | Movistar Team       | 339   |
| 5    | Lotto-Soudal        | 303   |